# Olympische Sommerspiele 1936/Teilnehmer (Ägypten)
| Gelbes Symbol für Goldmedaillen mit stilisierten Olympischen Ringen | Graues Symbol für Silbermedaillen mit stilisierten Olympischen Ringen | Braundes Symbol für Bronzemedaillen mit stilisierten Olympischen Ringen |
| ------------------------------------------------------------------- | --------------------------------------------------------------------- | ----------------------------------------------------------------------- |
| 2                                                                   | 1                                                                     | 2                                                                       |

Ägypten nahm bei den XI. Olympischen Sommerspielen 1936 in Berlin mit einer Delegation von 54 Athleten teil.

## Teilnehmer
| Männliche Teilnehmer aus Ägypten         | Männliche Teilnehmer aus Ägypten | Männliche Teilnehmer aus Ägypten | Männliche Teilnehmer aus Ägypten | Männliche Teilnehmer aus Ägypten | Männliche Teilnehmer aus Ägypten | Männliche Teilnehmer aus Ägypten | Männliche Teilnehmer aus Ägypten |
| Sportart                                 | Sportler                         | Disziplin                        | Platz                            | Bemerkung                        |                                  |                                  |                                  |
| ---------------------------------------- | -------------------------------- | -------------------------------- | -------------------------------- | -------------------------------- | -------------------------------- | -------------------------------- | -------------------------------- |
| Basketball                               | Abdel Moneim Wahib Hussein       | –                                | –                                | Ausgeschieden in „Runde 2“       |                                  |                                  |                                  |
| Basketball                               | Albert Fahmy Tadros              | –                                | –                                | Ausgeschieden in „Runde 2“       |                                  |                                  |                                  |
| Basketball                               | Edward Risk Allah                | –                                | –                                | Ausgeschieden in „Runde 2“       |                                  |                                  |                                  |
| Basketball                               | Gamal El-Din Sabri               | –                                | –                                | Ausgeschieden in „Runde 2“       |                                  |                                  |                                  |
| Basketball                               | Jwani Riad Noseir                | –                                | –                                | Ausgeschieden in „Runde 2“       |                                  |                                  |                                  |
| Basketball                               | Kamal Riad Noseir                | –                                | –                                | Ausgeschieden in „Runde 2“       |                                  |                                  |                                  |
| Basketball                               | Mohamed Rashad Shafshak          | –                                | –                                | Ausgeschieden in „Runde 2“       |                                  |                                  |                                  |
| Boxen                                    | Mahmoud Ezzat                    | Fliegengewicht                   | –                                | Ausgeschieden in „Achtelfinale“  |                                  |                                  |                                  |
| Boxen                                    | Khalil Amira El-Maghrabi         | Federgewicht                     | –                                | Ausgeschieden in „Vorrunde“      |                                  |                                  |                                  |
| Boxen                                    | Kosta Hakim                      | Leichtgewicht                    | –                                | Ausgeschieden in „Achtelfinale“  |                                  |                                  |                                  |
| Boxen                                    | Mohamed Amin                     | Halbschwergewicht                | –                                | Ausgeschieden in „Achtelfinale“  |                                  |                                  |                                  |
| Fechten                                  | Mauris Shamil                    | Florett Einzel                   | –                                | Ausgeschieden in „Vorrunde“      |                                  |                                  |                                  |
| Fechten                                  | Mauris Shamil                    | Florett Team                     | –                                | Ausgeschieden in „Vorrunde“      |                                  |                                  |                                  |
| Fechten                                  | Mauris Shamil                    | Degen Einzel                     | –                                | Ausgeschieden in „Vorrunde“      |                                  |                                  |                                  |
| Fechten                                  | Mauris Shamil                    | Degen Team                       | –                                | Ausgeschieden in „Zwischenrunde“ |                                  |                                  |                                  |
| Fechten                                  | Mahmoud Abdin                    | Florett Einzel                   | –                                | Ausgeschieden in „Zwischenrunde“ |                                  |                                  |                                  |
| Fechten                                  | Mahmoud Abdin                    | Florett Team                     | –                                | Ausgeschieden in „Vorrunde“      |                                  |                                  |                                  |
| Fechten                                  | Mahmoud Abdin                    | Degen Einzel                     | –                                | Ausgeschieden in „Vorrunde“      |                                  |                                  |                                  |
| Fechten                                  | Mahmoud Abdin                    | Degen Team                       | –                                | Ausgeschieden in „Zwischenrunde“ |                                  |                                  |                                  |
| Fechten                                  | Anwar Tawfik                     | Florett Einzel                   | –                                | Ausgeschieden in „Vorrunde“      |                                  |                                  |                                  |
| Fechten                                  | Anwar Tawfik                     | Florett Team                     | –                                | Ausgeschieden in „Vorrunde“      |                                  |                                  |                                  |
| Fechten                                  | Anwar Tawfik                     | Degen Team                       | –                                | Ausgeschieden in „Zwischenrunde“ |                                  |                                  |                                  |
| Fechten                                  | Hassan Tawfik                    | Florett Team                     | –                                | Ausgeschieden in „Vorrunde“      |                                  |                                  |                                  |
| Fechten                                  | Hassan Tawfik                    | Degen Team                       | –                                | Ausgeschieden in „Zwischenrunde“ |                                  |                                  |                                  |
| Fechten                                  | Marcel Boulad                    | Degen Einzel                     | –                                | Ausgeschieden in „Zwischenrunde“ |                                  |                                  |                                  |
| Fechten                                  | Marcel Boulad                    | Degen Team                       | –                                | Ausgeschieden in „Zwischenrunde“ |                                  |                                  |                                  |
| Fechten                                  | Mohamed Abdel Rahman             | Säbel Einzel                     | –                                | Ausgeschieden in „Vorrunde“      |                                  |                                  |                                  |
| Fußball                                  | Wagih El-Kashef                  | –                                | –                                | Ausgeschieden in „Vorrunde“      |                                  |                                  |                                  |
| Fußball                                  | Ali Kaf                          | –                                | –                                | Ausgeschieden in „Vorrunde“      |                                  |                                  |                                  |
| Fußball                                  | Abdel-Karim Sakr                 | –                                | –                                | Ausgeschieden in „Vorrunde“      |                                  |                                  |                                  |
| Fußball                                  | Hassan El-Far                    | –                                | –                                | Ausgeschieden in „Vorrunde“      |                                  |                                  |                                  |
| Fußball                                  | Labib Mahmoud                    | –                                | –                                | Ausgeschieden in „Vorrunde“      |                                  |                                  |                                  |
| Fußball                                  | Moustafa Helmi                   | –                                | –                                | Ausgeschieden in „Vorrunde“      |                                  |                                  |                                  |
| Fußball                                  | Mahmoud Mokhtar El-Tetsh         | –                                | –                                | Ausgeschieden in „Vorrunde“      |                                  |                                  |                                  |
| Fußball                                  | Mohamed Latif                    | –                                | –                                | Ausgeschieden in „Vorrunde“      |                                  |                                  |                                  |
| Fußball                                  | Mustafa Kamel Mansour            | –                                | –                                | Ausgeschieden in „Vorrunde“      |                                  |                                  |                                  |
| Fußball                                  | Moustafa Kamel Taha              | –                                | –                                | Ausgeschieden in „Vorrunde“      |                                  |                                  |                                  |
| Fußball                                  | Ibrahim Halim                    | –                                | –                                | Ausgeschieden in „Vorrunde“      |                                  |                                  |                                  |
| Gewichtheben                             | Saleh Soliman                    | Federgewicht                     | Silber                           |                                  |                                  |                                  |                                  |
| Gewichtheben                             | Ibrahim Shams                    | Federgewicht                     | Bronze                           |                                  |                                  |                                  |                                  |
| Gewichtheben                             | Anwar Misbah                     | Leichtgewicht                    | Gold                             |                                  |                                  |                                  |                                  |
| Gewichtheben                             | Sayed Masoud                     | Leichtgewicht                    | 6                                |                                  |                                  |                                  |                                  |
| Gewichtheben                             | Khadr Sayed El Touni             | Mittelgewicht                    | Gold                             |                                  |                                  |                                  |                                  |
| Gewichtheben                             | Ibrahim Wasif                    | Halbschwergewicht                | Bronze                           |                                  |                                  |                                  |                                  |
| Gewichtheben                             | Mohamed Ahmed Geisa              | Halbschwergewicht                | 8                                |                                  |                                  |                                  |                                  |
| Gewichtheben                             | Hussein Moukhtar                 | Schwergewicht                    | 5                                |                                  |                                  |                                  |                                  |
| Leichtathletik                           | George Fahoum                    | 100 m                            | –                                | Ausgeschieden in „Vorlauf“       |                                  |                                  |                                  |
| Leichtathletik                           | George Fahoum                    | 200 m                            | –                                | Ausgeschieden in „Vorlauf“       |                                  |                                  |                                  |
| Leichtathletik                           | Mohamed Ebeid                    | 400 m                            | –                                | Ausgeschieden in „Vorlauf“       |                                  |                                  |                                  |
| Leichtathletik                           | Mohamed Ahmed Abu Sobea          | 5000 m                           | –                                | Ausgeschieden in „Vorlauf“       |                                  |                                  |                                  |
| Leichtathletik                           | Ibrahim Okasha                   | Speerwurf                        | –                                | Ausgeschieden in „Qualifikation“ |                                  |                                  |                                  |
| Ringen (griechisch-römisch)              | Ali Erfan                        | Bantamgewicht                    | –                                | Ausgeschieden in „Runde 3“       |                                  |                                  |                                  |
| Ringen (griechisch-römisch)              | Imam Hassan Ali                  | Leichtgewicht                    | –                                | Ausgeschieden in „Runde 3“       |                                  |                                  |                                  |
| Ringen (griechisch-römisch)              | Ibrahim Erabi                    | Mittelgewicht                    | 5                                |                                  |                                  |                                  |                                  |
| Schießen                                 | Krikor Agathon                   | Schnellfeuerpistole              | –                                | Ausgeschieden in „Qualifikation“ |                                  |                                  |                                  |
| Schwimmen                                | Mahmoud Kadri                    | 100 m Freistil                   | –                                | Ausgeschieden in „Vorlauf“       |                                  |                                  |                                  |
| Schwimmen                                | Zaki Saad al-Dine                | 100 m Freistil                   | –                                | Ausgeschieden in „Vorlauf“       |                                  |                                  |                                  |
| Schwimmen                                | Zaki Saad al-Dine                | 4 × 200 m Freistil               | –                                | Ausgeschieden in „Vorlauf“       |                                  |                                  |                                  |
| Schwimmen                                | Mohamed Hassanein                | 200 m Brust                      | –                                | Ausgeschieden in „Vorlauf“       |                                  |                                  |                                  |
| Schwimmen                                | Higazi Said                      | 4 × 200 m Freistil               | –                                | Ausgeschieden in „Vorlauf“       |                                  |                                  |                                  |
| Schwimmen                                | Ibrahim Fadl                     | 4 × 200 m Freistil               | –                                | Ausgeschieden in „Vorlauf“       |                                  |                                  |                                  |
| Schwimmen                                | Mahmoud Kadri                    | 4 × 200 m Freistil               | –                                | Ausgeschieden in „Vorlauf“       |                                  |                                  |                                  |
| Wasserspringen                           | Ismael Ramzi                     | Kunstspringen                    | 11                               |                                  |                                  |                                  |                                  |
| Wasserspringen                           | Ahmed Ibrahim Kamel              | Kunstspringen                    | 19                               |                                  |                                  |                                  |                                  |
| Wasserspringen                           | Rauf Abdul Seoud                 | Turmspringen                     | 12                               |                                  |                                  |                                  |                                  |
| Wasserspringen                           | Khalil Ibrahim                   | Turmspringen                     | 13                               |                                  |                                  |                                  |                                  |
|                                          |                                  |                                  |                                  |                                  |                                  |                                  |                                  |
| Weibliche Teilnehmer aus Ägypten         |                                  |                                  |                                  |                                  |                                  |                                  |                                  |
| Sportart                                 | Sportler                         | Disziplin                        | Platz                            | Bemerkung                        |                                  |                                  |                                  |
| Es gab keine Teilnehmerinnen aus Ägypten |                                  |                                  |                                  |                                  |                                  |                                  |                                  |